# پل قازاریان
پل قازاریان ( انگلیسی: Paul Kazarian؛ زادهٔ ۱۵ اکتبر ۱۹۵۵) کارآفرین، سرمایه‌گذار، انسان‌دوست و سابقاً بانکدار سرمایه‌گذاری ارمنی‌تبار اهل ایالات متحده آمریکا است. وی از سال ۱۹۸۱ میلادی تاکنون مشغول فعالیت بوده‌است. وی بنیانگذار، مدیر عامل و مدیر عامل اجرایی Japonica Partners که یک صندوق پوشش ریسک است می‌باشد.

## زندگی‌نامه
وی در ۱۵ اکتبر ۱۹۵۵ در پاتاکیت، رود آیلند به دنیا آمد و از دانشگاه کلمبیا، دانشگاه براون و Bates College فارغ‌التحصیل گشت. 